# Bruno Ninaber van Eyben
Bruno Ninaber van Eyben (Boxtel, 3 novembre 1950) è un gioielliere, designer e medaglista olandese.
Ha disegnato l'ultima serie di monete del fiorino olandese e la faccia nazionale delle monete euro dei Paesi Bassi fino all'abdicazione della regina Beatrice nel 2013.

## Biografia
Bruno Ninaber van Eyben è nato a Boxtel, nel Brabante Settentrionale il 1950. Vive a Delft.

## Designer
Il 1971 Bruno Ninaber van Eyben si è laureato cum laude alla Maastrichtse Academie voor Beeldende Kunst (Accademia delle arti visive di Maastricht) come disegnatore di gioielli. Negli anni 1970 ha disegnato un orologio da polso (1973), un orologio da collo (1976), e un sistema di illuminazione fluorescente  (1977). Nel 1979 ha ricevuto il premio Kho Liang Ie, un riconoscimento olandese per l'industrial design.
Nel 1980 ha disegnato l'ultima serie di monete del fiorino olandese,  in circolazione dal 1982 fino all'introduzione dell'euro nel 2002. Nel 1997 ha fondato il suo proprio studio chiamato Bruno Ninaber van Eyben design+production a Delft. Nel maggio 1998 ha vinto il concorso per il disegno del rovescio delle monete euro dei Paesi Bassi.
Dal 2003 insegna Design alla Technische Universiteit Delft.